# Jean-Baptiste Drouet d’Erlon

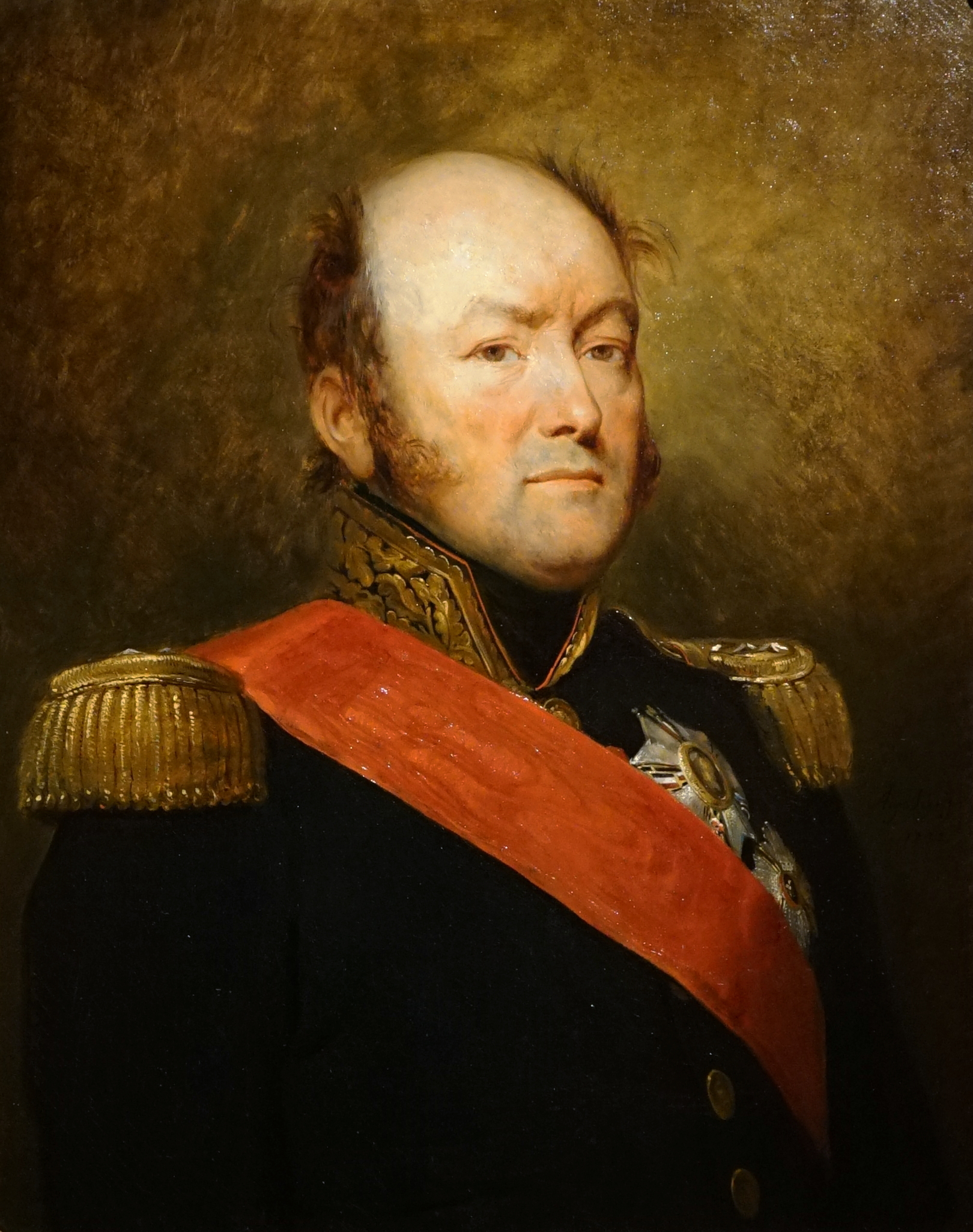
Jean-Baptiste Drouet d’Erlon

Jean-Baptiste Drouet d’Erlon (ur. 29 lipca 1765 w Reims, zm. 25 stycznia 1844 w Paryżu) – francuski generał i marszałek Francji.

## Życiorys
Drouet d’Erlon przez 5 lat służył w armii królewskiej. W 1792 roku zaciągnął się do batalionu ochotników i został adiutantem generała Lefebvre’a. Brał udział w wyprawach wojennych okresu 1793–1796.
W 1799 roku awansował do stopnia generała brygady, a w roku 1803 generała dywizji. Dowodził pod rozkazami generała Bernadotte. Walczył pod Jeną (1806), pod Frydlandem (1807), pomagał w odbiciu Tyrolu (1809). W 1810 roku pod rozkazami generała Massény poprowadził jedną z dywizji do Hiszpanii. W 1813 roku w Hiszpanii dowodził Armią Centrum, a w roku 1814 walczył pod Tuluzą pod rozkazami marszałka Soulta.
W maju 1843 roku został marszałkiem Francji, a rok później zmarł.